# Załukiew
Załukiew (ukr. Залуква) – wieś na Ukrainie, w  obwodzie iwanofrankiwskim, w rejonie halickim nad Dniestrem.
Pod koniec XIX w. wieś położona w powiecie stanisławowski,  27 km na północ od Stanisławowa, na zachód od Halicza, zaraz za rzeką Łukiew i 10 km na północny wschód od Sokola.  Doktor Szaraniewicz twierdził, że dawny Halicz leżał na obszarze tej wsi, przy ujściu Łomnicy do Dniestru i w górę rzeki do wsi Sokół.

## Zabytki
- Cerkiew pw. Piotra i Pawła
- Cmentarz karaimski

## Urodzeni
- Andrij Ałyśkewycz